# Krankenpflegeorden

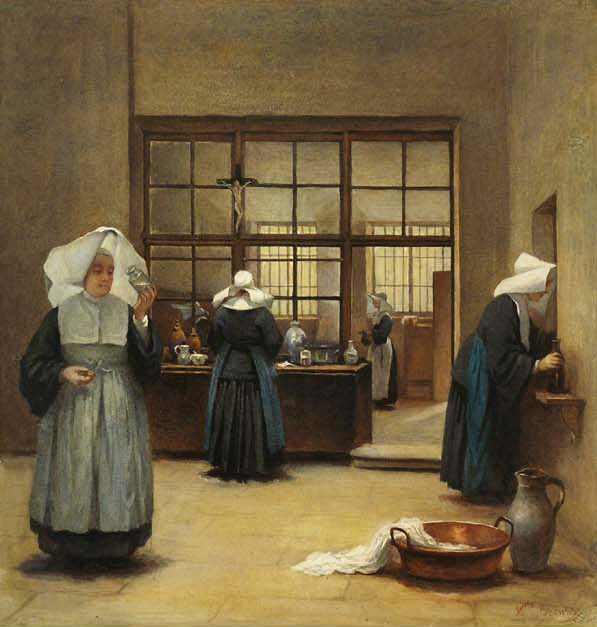
Vinzentinerinnen mit ihrer charakteristischen Kopfhaube gehören zu den bekanntesten Krankenpflegegemeinschaften

Als Krankenpflegeorden werden Orden und ordensähnliche Gemeinschaften insbesondere der römisch-katholischen Kirche bezeichnet, deren Mitglieder sich besonders der Krankenpflege und der Fürsorge für Pflegebedürftige widmen.

## Geschichte und Hintergrund

### Gründungskontext männlicher Pflegeorden
Bereits nach der Regula Benedicti galten die Kranken als Glieder des Leibes Christi, denen im Klosterleben besondere Aufmerksamkeit und Fürsorge geschenkt wurde. Krankenpflege entwickelte sich in den Klöstern zu einem eigenen Dienst und erhielt zunehmend institutionellen Rang, wobei die leibliche Sorge (cura corporis) für kranke und alte Menschen den gleichen Stellenwert wie die Seelsorge (cura animae) besaß. In den Klöstern gab es Krankenstationen, Apotheken und Krankenküchen, die neben Mönchen oft von Laienbrüdern geführt wurden und auch Patienten außerhalb des Klosters zugutekamen.
Klösterliche und weltliche Spitalbruderschaften (Hospitaliter), die in Pilgerhospitälern, Siechenhäusern oder Leprosorien wirkten, schlossen sich zu Orden zusammen, die historisch als Hospitalorden bezeichnet werden und teils zu den bis heute existierenden Krankenpflegeorden gehören oder auf die bis heute bedeutende Wohlfahrtsorganisationen wie Johanniter-Unfall-Hilfe oder Malteser Hilfsdienst zurückgehen. Zu den bekannten mittelalterlichen Hospitalorden zählen der Antoniter-Orden (1095), der Johanniterorden (1099), der Heilig-Geist-Orden (1170) und der Lazarus-Orden (1198). Einige Hospitalorden wandelten sich im Kontext der Kreuzzüge in geistliche Ritterorden, darunter die Johanniter und der Deutsche Orden.
Aus Kanonikerstiften, Hospital-Bruderschaften, Bettelorden und mit ihnen verbundenen Drittorden, Beginen und Begardengemeinschaften entstanden seit dem 13. Jahrhundert neue Krankenpflegeorden wie Jesuaten (1360), Alexianer (1468), Hospitalbrüder des Johannes von Gott (1571) oder Kamillianer (1582), die nach der Augustinusregel lebten und dabei Hospitäler führten und Kranke, Pflegebedürftige oder Kriegsversehrte betreuten.

### Wandlung zur Fraueninstitution
Weibliche Klostergemeinschaften konnten aufgrund der für Nonnen verpflichtenden Klausur dem Ideal der Vita activa („tätiges Leben“) außerhalb des Klosters lange Zeit nicht oder nur mit Schwierigkeiten nachgehen. Dennoch gab es bereits im Mittelalter bedeutende Vorbilder wie die hl. Elisabeth von Thüringen, die mit anderen Frauen in dem von ihr gegründeten Hospital lebte und auf deren Verehrung spätere Krankenpflegeorden wie die Elisabethinnen (1622) und weitere Franziskanerinnen zurückgehen. Der hl. Vinzenz von Paul (1576–1660) gründete zusammen mit Luise von Marillac 1634 die Genossenschaft der Töchter der christlichen Liebe vom heiligen Vinzenz von Paul („Vinzentinerinnen“), der größte und bekannteste Krankenpflegeorden der Neuzeit und die erste Gesellschaft apostolischen Lebens in der katholischen Kirche. Als ein zweiter bedeutender weiblicher Krankenpflegeorden aus Frankreich wurden am 18. Juni 1652 in Nancy mit Unterstützung von Emanuel Chauvenel die Borromäerinnen gegründet.
Besonders im 19. Jahrhundert entstanden zahlreiche neue, überwiegend weibliche Kongregationen, deren Hauptaufgabe die Krankenpflege war, darunter Graue Schwestern (1842) und weitere als Barmherzige Schwestern bezeichnete Gemeinschaften von Ordensschwestern. Auch einige im 19. Jahrhundert errichtete Brüderorden wirken in der Krankenpflege, bekannt sind die Barmherzigen Brüder von Maria Hilf und die Barmherzigen Brüder von Montabaur. Bedingt durch die Expansion des Krankenhauswesens und den wachsenden Bedarf an qualifiziertem Pflegepersonal entwickelten die katholischen Frauenkongregationen die Pflege kranker Menschen im 19. Jahrhundert zu ihrem zentralen Arbeitsfeld. Sie leisteten dabei einen entscheidenden Beitrag zur Ausgestaltung der stationären Krankenpflege. Die Kommunen unterstützten die Arbeit der religiösen Frauengemeinschaften. Ebenso wie den vergleichbaren protestantischen Diakonissen gelang es den katholischen Frauenkongregationen auch in Deutschland, ihre Position im Pflegebereich im Laufe des 19. Jahrhunderts immer stärker auszubauen, weil sie in der Lage waren, sehr gut qualifiziertes und gleichzeitig kostengünstiges Personal in großer Zahl bereitzustellen. Borromäerinnen und Vinzentinerinnen hatte großen Einfluss auf die Krankenpflege in Preußen. Während des Kulturkampfes wurden in Preußen sämtliche katholischen Ordensgemeinschaften verboten, mit Ausnahme der reinen Krankenpflegeorden.

### Schweizer Krankenpflegeorden
Auch in der Schweiz entstanden im Laufe des 19. Jahrhunderts auf katholischer wie auf protestantischer Seite sozial tätige Schwesterngemeinschaften, nachdem das von Klöstern seit dem Hochmittelalter aufgebaute Fürsorge- und Spitalwesen durch die Reformation einen Einbruch erlitten hatte. Spitalschwestern wurden zunächst von ausländischen Mutterhäusern in die Schweiz gesandt, in erster Linie aus Frankreich. Die wichtigsten Gründungen weiblicher Kongregationen in der Schweiz waren die Mutterhäuser in Baldegg (1830), Menzingen (1844), Ingenbohl (1856), Cham (1865) und Ilanz (1865), die sich im Spitalwesen sowie im Erziehungsbereich engagierten. Die Entstehung dieser Fraueninstitute wurde wie in anderen Ländern vornehmlich durch männliche Gründerfiguren initiiert und geprägt, auf katholischer Seite besonders der Kapuziner Theodosius Florentini, der die beiden bedeutendsten schweizerischen Kongregationen der Menzinger und Ingenbohler Schwestern gründete und sich dabei am Modell der Schwestern von der Göttlichen Vorsehung von Ribeauvillé im Elsass orientierte. Das sozial-karitative Wirken der Ordensfrauen besaß eine konfessionelle Ausstrahlung und diente der Festigung des Milieukatholizismus, da die Schwestern sowohl in katholischen Stamm- als auch in Diasporagebieten als zuverlässige Repräsentantinnen des praktizierten Katholizismus wahrgenommen wurden.

### Das Mutterhaussystem
Als effektive, konkurrierenden öffentlichen Modellen der Pflegepersonalbildung und -führung lange Zeit überlegene Organisationsform der religiösen Krankenpflegegemeinschaften erwies sich das in den weiblichen Krankenpflegeorden entwickelte Mutterhaussystem. Zumeist aus ländlichen Gegenden stammende junge Mädchen, für die das Ordensleben in einer tätigen Gemeinschaft nicht zuletzt wegen der von den Schwesternkongregationen gebotenen hohen sozialen Sicherheit attraktiv war, wurden im Mutterhaus gemeinsam allgemeinbildend und pflegerisch angelernt und anschließend zentral vom Mutterhaus in den Krankenhäusern eingesetzt. Durch den internen Austausch und Zusammenhalt der Schwestern waren Wissenstransfer und Ausbildungsniveau im Vergleich zu freien Pflegekräften höher, und die starke Stellung der Mutterhäuser gegenüber Kommunen und Krankenhausträgern trug zum Einfluss der Orden und zum Ansehen der Schwestern, deren Leistungen sozial anerkannt und honoriert wurden, bei. Allerdings wurde im Arbeitsalltag von Krankenhausdirektoren, Ärzten, Klosterrektoren und Oberinnen wenig auf die persönlichen Bedürfnisse der Schwestern Rücksicht genommen und vielfach kam es zu starker Arbeitsüberlastung und ungeschützter Exposition gegenüber Infektionsrisiken mit schwer wiegenden Gesundheitsfolgen, was zur erhöhten Sterblichkeit katholischer Krankenpflegeschwestern gegenüber dem Gesamtbevölkerungsmittel führte.
Das Mutterhaus-Modell wurde ebenfalls von Gemeinschaften angewandt, die sich auf die Altenpflege oder andere pflegerische und soziale Aufgabenfelder spezialisiert hatten, etwa auch Schulschwestern. Es wurde auch von zahlreichen weltlichen Organisationen wie dem Roten Kreuz oder kommunalen Trägern übernommen, bestimmte die Krankenpflege in Deutschland bis zum Ersten Weltkrieg und hielt sich bis in die Mitte des 20. Jahrhunderts.

### Statistik
Von insgesamt 90.000 deutschen Ordensfrauen waren 1969 rund 35.000 (knapp 39 Prozent) als Krankenschwestern tätig. 2011 waren in Deutschland noch insgesamt 1.370 Ordensfrauen als Krankenschwestern in Krankenhäusern, Pflegediensten oder Pflegeeinrichtungen beschäftigt, das sind 6,3 Prozent aller weiblichen Ordensangehörigen; 7 Prozent entfallen auf Pflegeberufe insgesamt. In Österreich waren 2018 noch 264 römisch-katholische Ordensangehörige (Frauen und Männer) im Gesundheitsbereich tätig, das sind etwa 5 Prozent.